# 셰익스피어 저자 논쟁
셰익스피어 저자 논쟁은 윌리엄 셰익스피어라는 인물이 썼다는 작품은 사실은 다른 저자나 윌리엄 셰익스피어라는 공유된 익명을 이용한 작가 집단이 쓴 듯하다는 화두를 놓고 18세기부터 계속되어 온 학술상 논쟁이다. 물론 일반으로 셰익스피어의 작품은 셰익스피어 자신이 썼다고 인정되지만, 실증주의에 기초한 Anti-Stratfordian은 작가 후보로서 17 대 옥스퍼드 백작 에드워드 드 뷔아[Edward de Vere, 17th Earl of Oxford, 1550. 4. 12. - 1604. 6. 24],  프랜시스 베이컨, 크리스토퍼 말로 등 많은 인물의 이름을 언급한다.